# 康拉德·约翰内松
康拉德·约翰内松（1896年8月10日—1968年10月25日），加拿大男子冰球运动员。他曾代表加拿大参加1920年夏季奥林匹克运动会冰球比赛，获得一枚金牌。他于1968年在温尼伯去世。